# تشارلز راندال
تشارلز راندال (بالإنجليزية: Charles Randall)‏ هو لاعب كرة قدم بريطاني (وحمل سابقاً جنسية المملكة المتحدة لبريطانيا العظمى وأيرلندا) في مركز مهاجم داخلي، ولد في 1884 في المملكة المتحدة، وتوفي في 27 سبتمبر 1916 في سوم في فرنسا. لعب مع نادي أرسنال ونيوكاسل يونايتد وهدرسفيلد تاون وCastleford Town F.C. ‏ ونادي  شيلدز الشمالية ‏.